# Kamenín
Kamenín este o comună slovacă, aflată în districtul Nové Zámky din regiunea Nitra. Localitatea se află la altitudinea de 124 m deasupra n.m., se întinde pe o suprafață de 28,04 km2 și în 2017 număra 1.448 de locuitori.
Localitatea este înfrățită cu Bățanii Mari.

## Istoric
Localitatea Kamenín este atestată documentar din 1183.

## Demografie
| An:                | 1994 | 2004   | 2014   | 2024   |
| ------------------ | ---- | ------ | ------ | ------ |
| Număr de persoane: | 1540 | 1502   | 1487   | 1438   |
| Diferență:         |      | −2,46% | −0,99% | −3,29% |

| An:                | 2023 | 2024   |
| ------------------ | ---- | ------ |
| Număr de persoane: | 1450 | 1438   |
| Diferență:         |      | −0,82% |